# サン・レオナルド・イン・パッシーリア
サン・レオナルド・イン・パッシーリア（イタリア語: San Leonardo in Passiria ; ドイツ語: St. Leonhard in Passeier ザンクト・レオンハルト・イン・パサイアー）は、イタリア共和国トレンティーノ＝アルト・アディジェ州ボルツァーノ自治県にある、人口約3,600人の基礎自治体（コムーネ）。
チロルの英雄とされる、ナポレオン戦争期の農民蜂起指導者アンドレアス・ホーファーは、当地の出身である。

## 地理

### 位置・広がり
ボルツァーノ自治県中北部、ヴァル・パッシーリア (it:Val Passiria) に位置するコムーネ。メラーノから北北東へ約17km、県都ボルツァーノから北北西へ約36km、ブレッサノーネから西北西へ約33km、州都トレントから北へ約83kmの距離にある。

#### 隣接コムーネ
隣接するコムーネは以下の通り。
- モーゾ・イン・パッシーリア
- ラチーネス
- リフィアーノ
- サン・マルティーノ・イン・パッシーリア
- サレンティーノ
- シェーナ

- アンドレアス・ホーファーの生家 Sandhof
- 教区教会
- サン・レオナルドとパッシーリア谷

## 行政

### Comunità comprensoriale
ボルツァーノ自治県が設けた行政区画 Comunità comprensoriale では、ブルグラヴィアート / ブルクグラーフェンアムト  (Burggrafenamt) （中心地: メラーノ）に属する。
- ブルクグラーフェンアムト
- ブルクグラーフェンアムトのコムーネ（中心地メラーノは9）。サン・レオナルド・イン・パッシーリアは17。

## 住民

### 言語
| 言語集団調査（2011年） | 言語集団調査（2011年） | 言語集団調査（2011年） | 言語集団調査（2011年） | 言語集団調査（2011年） |
| ---------------------- | ---------------------- | ---------------------- | ---------------------- | ---------------------- |
|                        |                        |                        |                        |                        |
| ドイツ語               | ドイツ語               |                        | 98.83%                 | 98.83%                 |
| イタリア語             | イタリア語             |                        | 1.05%                  | 1.05%                  |
| ラディン語             | ラディン語             |                        | 0.12%                  | 0.12%                  |

2011年に行われた、住民がドイツ語・イタリア語・ラディン語のいずれの「言語集団」に属するかの調査によれば（ボルツァーノ自治県#言語集団調査参照）、住民の約99%がドイツ語話者である。

## 人物

### 著名な出身者
- アンドレアス・ホーファー（英語版） - ナポレオン戦争期ティロルの農民蜂起指導者。